# Jason T. Smith
Jason Thomas Smith, född 16 juni 1980 i Saint Louis, Missouri, är en amerikansk republikansk politiker. Han är ledamot av USA:s representanthus sedan 2013.
Smith gick i skola i Salem High School i Salem. År 2001 utexaminerades han från University of Missouri och avlade 2004 juristexamen vid Oklahoma City University. Kongressledamot Jo Ann Emerson avgick 2013 och Smith fyllnadsvaldes till representanthuset. I fyllnadsvalet fick han 68 procent av rösterna mot 27 procent för demokraten Steve Hodges.
Han är ogift.